# Globe Shoes
Globe Shoes is een bedrijf dat wereldwijd skateschoenen en surfschoenen fabriceert. Het is in 1994 opgericht door professionele skateboarders Matt, Steven en Peter Hill. Het hoofdkwartier staat in Melbourne, Australië. Het Noord-Amerikaanse hoofdkwartier bevindt zich in El Segundo, Californië.

## Huidige team
- Rodney Mullen
- Paul Machnau
- Mark Appleyard
- Matt Momford
- Greg Lutzka
- Jake Duncombe
- Chris Haslam

## Wedstrijden
Globe is regelmatig een (hoofd)sponsor van de X Games. Globe heeft één keer zelf een wedstrijd georganiseerd: de Globe Assault.

## Video's
- Globe World Cup 2005
- Globe World Cup 2004
- Globe World Cup 2003
- Opinion (2001)